# Aging
Aging is een internationaal, aan collegiale toetsing onderworpen wetenschappelijk tijdschrift op het gebied van de celbiologie. Het wordt uitgegeven door Impact Journals, LLC en verschijnt tweemaandelijks.